# IS-6 (Panzer)
Der IS-6 war der Prototyp eines schweren Panzers der Sowjetarmee. Die Pläne für dieses Fahrzeug wurden im Konstruktionsbüro des Tscheljabinsker Kirowwerks von Dezember 1943 bis Sommer 1944 entworfen. Besonderes Merkmal dieses Panzerprojektes (Objekt 706-1) war die Verwendung eines elektromechanischen Antriebskonzeptes, das eine direkte Kraftübertragung mit einem Getriebe überflüssig machte. Die weitere Entwicklung und der Bau des ersten Prototyps (mit konventionellem mechanischen Antrieb (Objekt 252) geschahen im Uralmasch-Werk.